# Ernst von Brücke

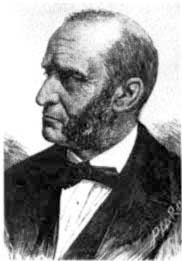
Ernst Wilhelm Ritter von Brücke.

Ernst Wilhelm Ritter von Brücke, född 6 juni 1819 i Berlin, död 7 januari 1892 i Wien, var en tysk fysiolog.
Brücke var 1849–1889 professor i fysiologi och mikroskopisk anatomi i Wien. Hans vetenskapliga verksamhet var mycket omfattande; han gjorde betydelsefulla inlägg i sinnesorganens, blodomloppets och matsmältningens fysiologi, inom histologin och den fysiologiska kemin. 
Han blev även känd för sina arbeten på ljudfysiologins och alfabetikens område. I Grundzüge der Physiologie und Systematik der Sprachlaute für Linguisten und Taubstummenlehrer (först utgiven i "Zeitschrift für die österreichischen Gymnasien", 1856; omarbetad upplaga 1876) framställde han även en plan till ett nytt allmänt alfabet, sedermera utfört i skriften Ueber eine neue Methode der phonetischen Transscription (1863). De särskilda bokstäverna är systematiskt sammansatta av element, som vart för sig betecknar en särskild sida av språkorganens förhållande vid det motsvarande språkljudets bildning och tillsammans fullständigt anger dettas fysiologiska karaktär. En mängd uppsatser av Brücke, bland annat hans första ljudfysiologiska skrift (1849), publicerades i "Sitzungsberichte der Kaiserlichen Akademie der Wissenschaften". Han blev ledamot av Svenska Läkaresällskapet 1866, Vetenskapssocieteten i Uppsala 1875 och Vetenskapsakademien 1885.

## Övriga skrifter i urval
- Die Physiologie der Farben für die Zwecke der Kunstgewerbe (1866)
- Die physiologischen Grundlagen der neuhochdeutschen Verskunst (1871)
- Vorlesungen über Physiologie (andra upplagan 1875–1876)
- Schönheit und Fehler der menschlichen Gestalt (1891; "Menniskokroppens skönhet och fel", samma år)